# 貫助次郎
貫 助次郎（ぬき すけじろう）は、戦国時代から安土桃山時代にかけての武将。豊前国企救郡貫庄（現在の福岡県北九州市小倉南区貫）の生まれで、毛利氏の家臣。兄は貫助八。

## 生涯
天文元年（1532年）、豊前国企救郡貫庄に生まれる。貫氏は豊前国企救郡貫庄を本拠とし、地名から貫氏を称した。
毛利元就に仕えた兄・助八が、永禄4年（1561年）の第四次門司城の戦いにおいて戦死。助八に嗣子がいなかったため、助次郎がその後を継いだ。第四次門司城の戦いの助八の忠勇を賞して、毛利隆元から貫氏への賞恩として豊前国貫庄内に75石と感状を与えられている。
元亀3年（1572年）2月14日、毛利輝元から長門国大津郡日置庄の内に13石余を与えられ、天正6年（1578年）12月20日には兵部丞の官途名を与えられた。また、天正16年（1588年）6月25日には、長門国厚東郡吉見郷内の69石余の地を与えられている。
文禄4年（1595年）10月9日に64歳で死去。子の新左衛門が後を継いだ。